# Бокоти (народ)
Бокоти, яких також називають Богота  або Буглерес, є корінним народом Панами. Вони живуть у Бокас-дель-Торо та на північ від Верагуаса. Бокоти мешкають в тому ж регіоні, що й індіанці Терібе або Насо. Під час перепису 2010 року в Панамі проживало 26 871 Боготів. Вони є найменшим племенем Панами і живуть на заході країни.  Традиційно вони розмовляли мовою Бокота, діалектом Буглере.

## Культура
Бокоти присвячують себе скотарству, риболовлі та полюванню. Вони все ще використовують зброю, таку як лук і стріли, списи або риболовні сітки. Чоловіки носять сорочки манта-соція, тоді як жінки одягаються подібно до Нґобів. Вони вдягають намисто та блискучі гребінці для волосся, фарбуються фарбою для обличчя чорного та червоного кольорів. Бокоти роблять шапки з рослинних волокон, рюкзаки, кошики та повсякденні сукні, які називаються кобо. Вони живуть у круглих будинках на палях. Бокоти дотримувалися  моногамії, і  часто вступали в шлюби з Нгобе-Буглами. Проте досі  збереглися повнокровні родини Бокотів. Бокоти зберегли багато традиційних обрядів, в тому числі церемонія блискавок, яка проводиться для відвернення  блискавки від їхніх будинків.

## Мова
Бокоти розмовляють мовою Бокота, яку також називають Буглере, яка є однією з Чибчських мов. 

## Дивіться також
- Народ Нґобе-Буґле